# Vlag van Goor

Vlag van Goor
(1962-2001)

De vlag van Goor werd op 15 mei 1962 bij raadsbesluit vastgesteld als de gemeentelijke vlag van de Overijsselse gemeente Goor. Op 1 januari 2001 ging de gemeente op in de nieuw opgerichte gemeente Hof van Twente, waardoor de vlag als gemeentevlag kwam te vervallen.

## Beschrijving
De beschrijving luidt: 
Rood, met een oversnijdend wit kruis met armen ter breedte van 1/3 van de vlaghoogte, en waarvan de armen aan broek-, boven en onderzijde even lang zijn, met op de broektop een witte mispelbloem.
De kleuren en de mispelbloem zijn ontleend aan het gemeentewapen.
Opmerking: Sierksma beschrijft de vlag als blauw, maar heeft hem zelf als rood gearceerd op de bijgevoegde tekening.

## Verwant symbool

Wapen van Goor

Ambt Delden 
· Avereest 
· Bathmen 
· Blokzijl 
· Brederwiede 
· Den Ham 
· Denekamp 
· Diepenheim 
· Diepenveen 
· Genemuiden 
· Goor 
· Gramsbergen 
· Hasselt 
· Heino 
· Holten 
· IJsselham 
· IJsselmuiden 
· Markelo 
· Nieuwleusen 
· Noordoostpolder 
· Olst 
· Ootmarsum 
· Rijssen 
· Stad Delden 
· Steenwijk 
· Steenwijkerwold 
· Urk 
· Vollenhove 
· Vriezenveen 
· Wanneperveen 
· Weerselo
· Wijhe 
· Zwartsluis 
· Zwollerkerspel